# Phyllopodium micranthum
Phyllopodium micranthum är en flenörtsväxtart som först beskrevs av Rudolf Schlechter, och fick sitt nu gällande namn av O.M. Hilliard. Phyllopodium micranthum ingår i släktet Phyllopodium och familjen flenörtsväxter. Inga underarter finns listade i Catalogue of Life.